# Mariahu
Mariahu (ook gespeld als Mariyahu) is een nagar panchayat (plaats) in het district Jaunpur van de Indiase staat Uttar Pradesh.

## Demografie
Volgens de Indiase volkstelling van 2001 wonen er 20.142 mensen in Mariahu, waarvan 53% mannelijk en 47% vrouwelijk is. De plaats heeft een alfabetiseringsgraad van 59%.